# St. Thomas (Thomaszell)

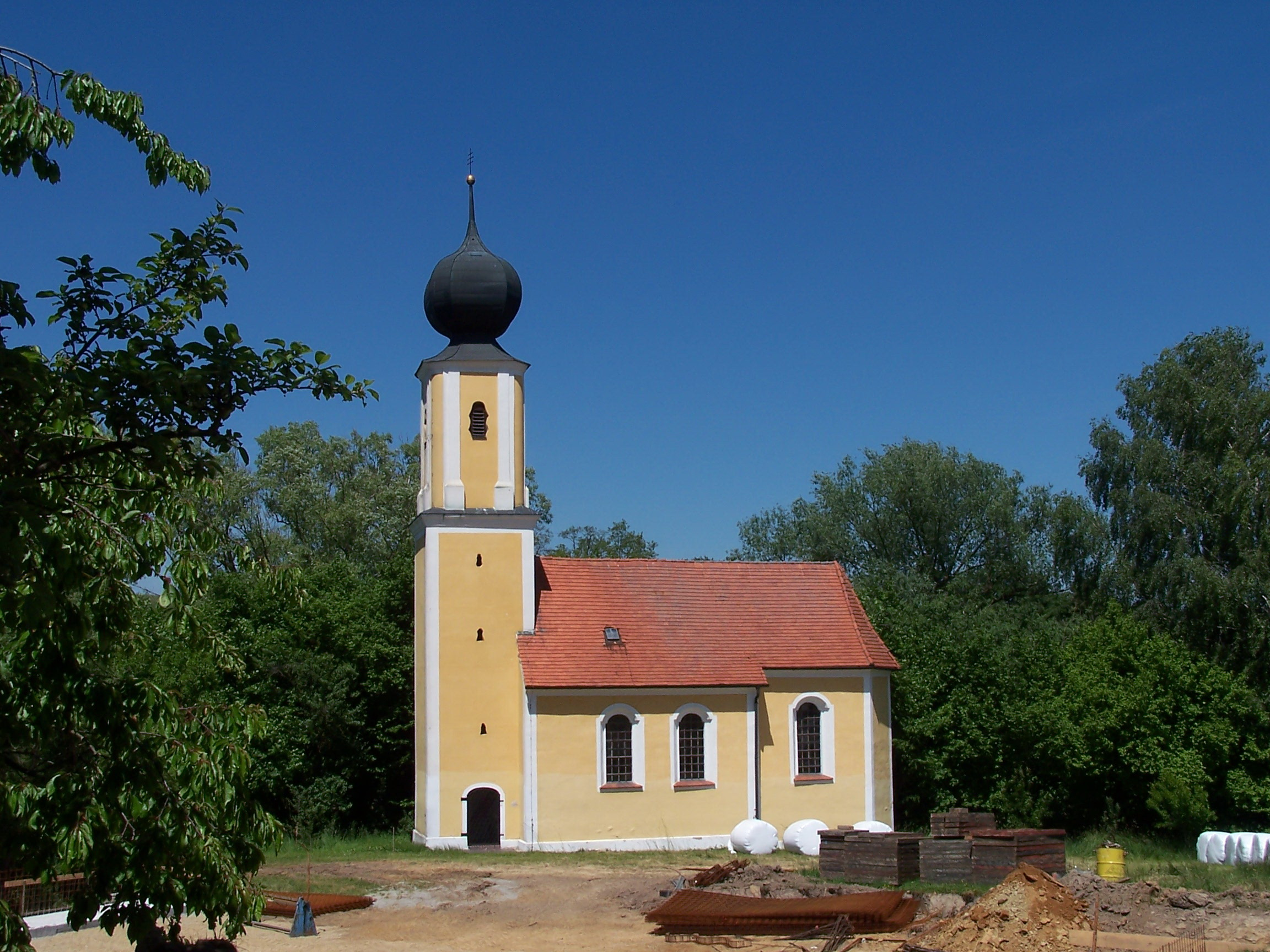
Außenansicht der Nebenkirche St. Thomas von Süden

Die römisch-katholische Nebenkirche St. Thomas in Thomaszell, einem Gemeindeteil der Stadt Rottenburg an der Laaber im niederbayerischen Landkreis Landshut, ist eine kleine, barocke Saalkirche mit Zwiebelturm, die im 18. Jahrhundert erbaut wurde. Ein Vorgängerbau ist bereits im 16. Jahrhundert belegt. 1884 wurde der neue Kreuzweg geschaffen. 1913 und 1982 wurden Reparaturarbeiten am Turm durchgeführt, unter anderem 1966 wurde die Kirche außen renoviert.
Das Gotteshaus mit dem Patrozinium des heiligen Thomas (Gedenktag: 3. Juli) ist als Baudenkmal mit der Nummer D-2-74-176-60 beim Bayerischen Landesamt für Denkmalpflege eingetragen. Kirchlich gesehen ist Thomaszell Teil der Pfarrei St. Georg in Rottenburg.

## Architektur

### Außenbau
Die nach Osten ausgerichtete Saalkirche umfasst einen leicht eingezogenen Chor mit einer Fensterachse und Schluss in drei Achteckseiten sowie ein Langhaus mit zwei Fensterachsen. Beide Baukörper sind unter einem gemeinsamen Satteldach vereinigt. Der gelb getünchte Außenbau wird durch weiße Lisenen und Putzbänder gegliedert. Die Fensteröffnungen schließen im leicht eingezogenen Rundbogen.
An dem westlich aus dem Kirchenschiff ausspringenden Turm befindet sich auf der Südseite ein korbbogiges Portal, das den einzigen Zugang zum Kirchenraum bildet. Der Turm umfasst einen quadratischen Unterbau, der bis knapp über die Firsthöhe des Schiffs reicht, einen Oberbau mit abgerundeten Kanten und eine stark eingeschnürte Zwiebelkuppel, die im Stil des Landshuter Hofmaurermeisters Johann Georg Hirschstötter ausgeführt ist. Eine ähnliche Turmgestaltung ist zum Beispiel bei den Nebenkirchen St. Nikolaus in Schaltdorf und St. Walburga in Pattendorf vorzufinden, die von Hirschstötter errichtet bzw. barockisiert wurden.

### Innenraum
Chor und Langhaus werden von einer Flachdecke über einem Gesims und einer Hohlkehle überspannt. An der Decke befinden sich geschweifte Stuckrahmenfelder. Der runde Chorbogen, der den Übergang zwischen Chor und Langhaus vermittelt, ist mit Pilastern besetzt. Im rückwärtigen Bereich des Schiffs ist eine gemauerte Empore eingezogen.

## Ausstattung
Im Chorraum befindet sich der im Rokokostil ausgeführte Hochaltar. Sein Aufbau wird von vier Säulen getragen, wobei das äußere Säulenpaar gewunden ist. Er ist mit Rokokomuschelwerk und einem Volutenaufsatz verziert. Das Altarblatt aus dem 19. Jahrhundert zeigt den Kirchenpatron Thomas im Kreise Jesu und seiner Apostel. Im Auszug befindet sich ein weiteres Gemälde, das die Auferstehung Jesu Christi darstellt und wohl gleichzeitig mit dem Altar entstanden ist.